# Oakboro
La ville américaine d’Oakboro est située dans le comté de Stanly, en Caroline du Nord. En 2010, sa population s’élevait à 1 859 habitants.

## Source
- (en) Cet article est partiellement ou en totalité issu de l’article de Wikipédia en anglais intitulé « Oakboro, North Carolina » (voir la liste des auteurs).